# 모리구치촌
모리구치촌(盛口村)은 에히메현 오치군에 설치된 촌이다. 